# Pushkar
Pushkar är en stad i delstaten Rajasthan i Indien, nära Ajmer. Den ligger i Ajmerdistriktet och hade cirka 20 000 invånare vid folkräkningen 2011. Enligt legenden skapades Pushkar när Brahma släppte en lotusblomma ("pushpa") till jorden från sin hand ("kar"). På de tre ställena där kronblad landade sprang det fram vatten i öknen och tre små sjöar bildades, och vid den största av dessa samlades alla hinduismen gudar. Årsdagen av detta firas vid fullmåne oktober/november då Pushkarsjöns vatten anses kunna rena bort orenheter från själen. Samtidigt med detta hålls en stor kamelmarkad. 
I Pushkarsjön kan hinduer bada för att rena sin själ och staden är en viktig religiös ort, där kött och alkohol inte är tillåtet. I staden finns över 500 tempel, varav ett Brahmatempel som är ett av de få i Indien. Mellan sjön och templen finns 52 ghats, trappor, som leder ner till sjön.